# Radamisto

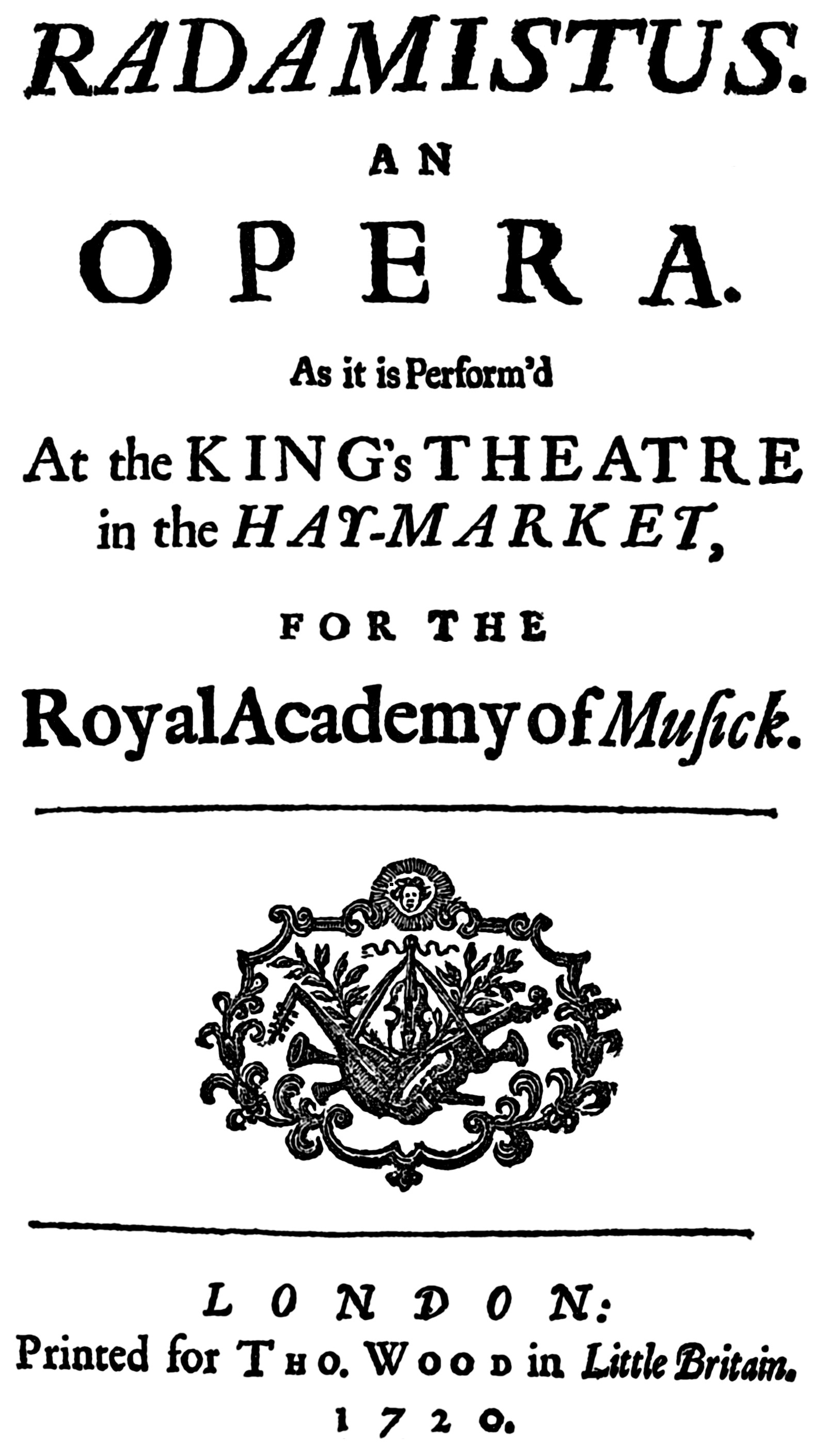
Titelsida till Radamisto 1720

Radamisto (HWV 12a/12b) är en opera i tre akter av Georg Friedrich Händel med libretto av Nicola Francesco Haym. Den hade premiär 27 april 1720 på Haymarket Theatre i London, och var Händels första opera för Royal Academy of Music.

## Om operan
Radamisto är en heroisk barockopera vars egentliga tema är den äktenskapliga troheten.
Radamistos och Zenobias kärlek får en kontrapunkt i Polissenas öde. Hon är styckets verkliga hjältinna, som trots alla prövningar förmår förlåta sin otrogne tyrann till make. Han har henne rent av att tacka för sitt liv. Operans största succénummer blev arian "Ombra cara di mia sposa") ("Älskade skugga av min hustru") i akt två, där Radamisto sörjer sin maka som han tror är död. Gripande vackra är även Radamistos och Zenobias båda duetter, som är placerade på två mycket betydelsefulla ställen i operan (slutet av akt II och akt III). Händel satte stort värde på såväl lysande sångpartier som briljant orkestrering. Orkestern domineras här förutom av oboerna och fagotten även av flöjter, trumpeter och horn.

## Personer
- Radamisto/Radamistus, Farasmanes son (alt)
- Zenobia, Radamistos hustru (sopran)
- Farasmane/Pharasmane, Thrakiens kung (bas)
- Tiridate/Tiridates, Armeniens kung (bas)
- Polissena/Polyxena, hans hustru och Farasmanes dotter (sopran)
- Tigrane/Tigranes, furste av Pontus (sopran)
- Fraarte (sopran)

## Handling

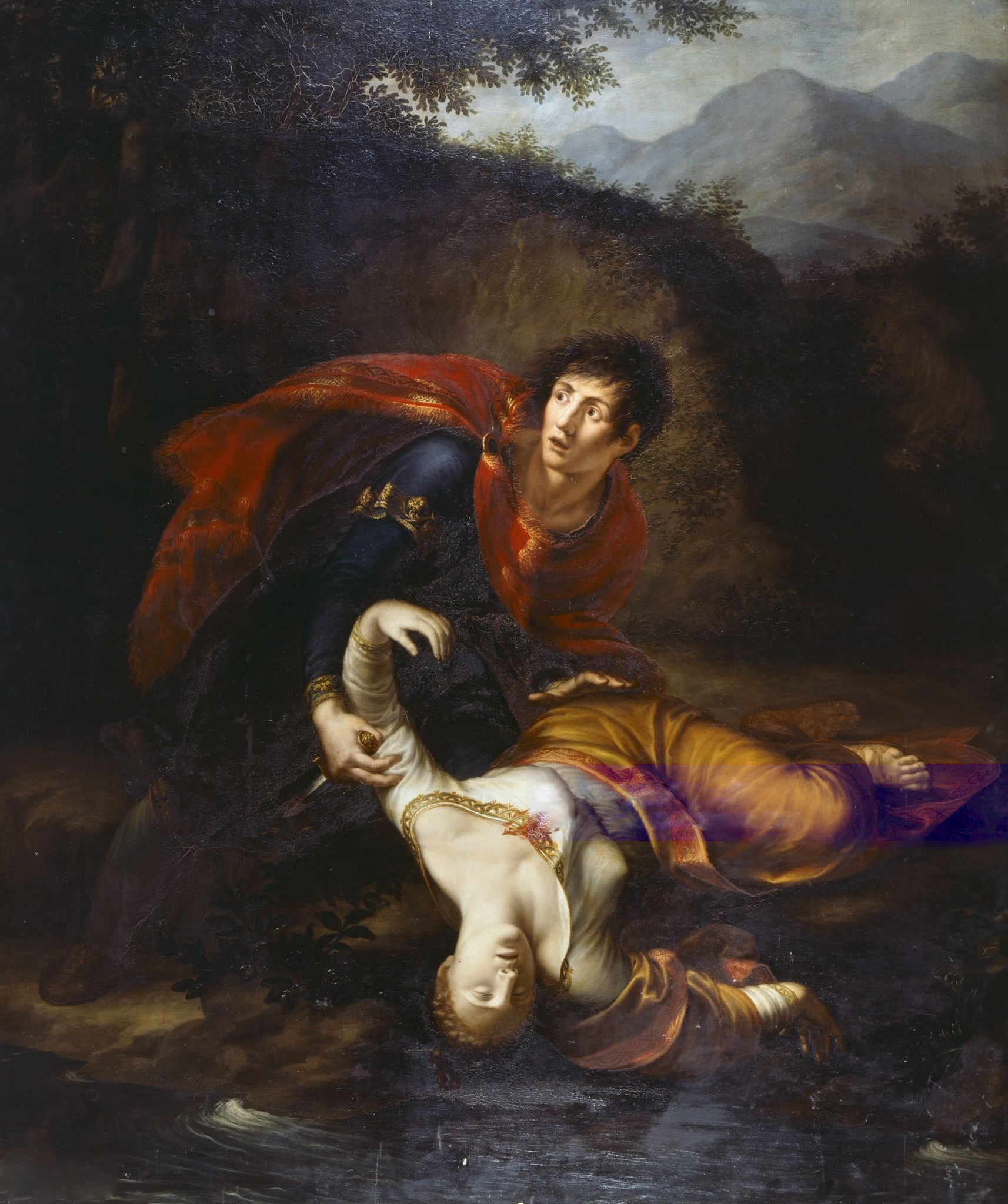
Radamisto och Zenobia

Operans handling utspelas i Armenien år 53 e. Kr.
Akt I
Polissena beklagar sig över att hennes make Tiridate är otrogen. Han har förälskat sig i Zenobia och har angripit Trakien. Samtidigt uppvaktar Tigrane, Tiridates fältherre, Polissena som dock tillbakavisar hans närmande. Radamisto och hans far Farasmane hamnar i armenisk fångenskap, men får behålla livet om de är beredda att kapitulera. Farasmane, Radamisto och Zenobia går dock inte med på detta utan är beredda att dö. Tiridate ger order om att fader och son skall dödas, men hans fältherre Tigrane underlåter att verkställa kungens befallning.
Akt II
Radamisto och Zenobia lyckas fly. Den totalt utmattade kvinnan ber maken att döda henne, men han har inte hjärta att göra det och de kastar sig båda i floden. Radamisto tror att Zenobia är död, men Tigrane har räddat henne och hon befinner sig nu i Tiridates våld. Radamisto vill befria henne, men Polissena går emellan de båda männen och förhindrar blodsutgjutelse. Då griper Radamisto till en list. Han förklär sig och sprider ut ett rykte om att han har dött.
Akt III
Tiridate ansätter Zenobia och erbjuder henne kungarikets krona. Eftersom Radamisto sägs vara död, är Tiridate obevakad och Radamisto lyckas smyga sig på honom. Polissena träder på nytt emellan. Radamist skall avrättas. Tigrane har slutgiltigt tagit parti emot Tiridate och förhindrar att domen verkställs. Farasmane återinsätts på Trakiens tron. Radamisto är nu lyckligt återförenad med Zenobia och avstår från att hämnas. Tiridate känner ånger och återvänder till sin hustru Polissena.